# Dimiao
Dimiao (Bayan ng Dimiao) är en kommun i Filippinerna. Kommunen tillhör provinsen Bohol och ligger på ön med samma namn. Folkmängden uppgår till 14 151 invånare.

## Bildgalleri

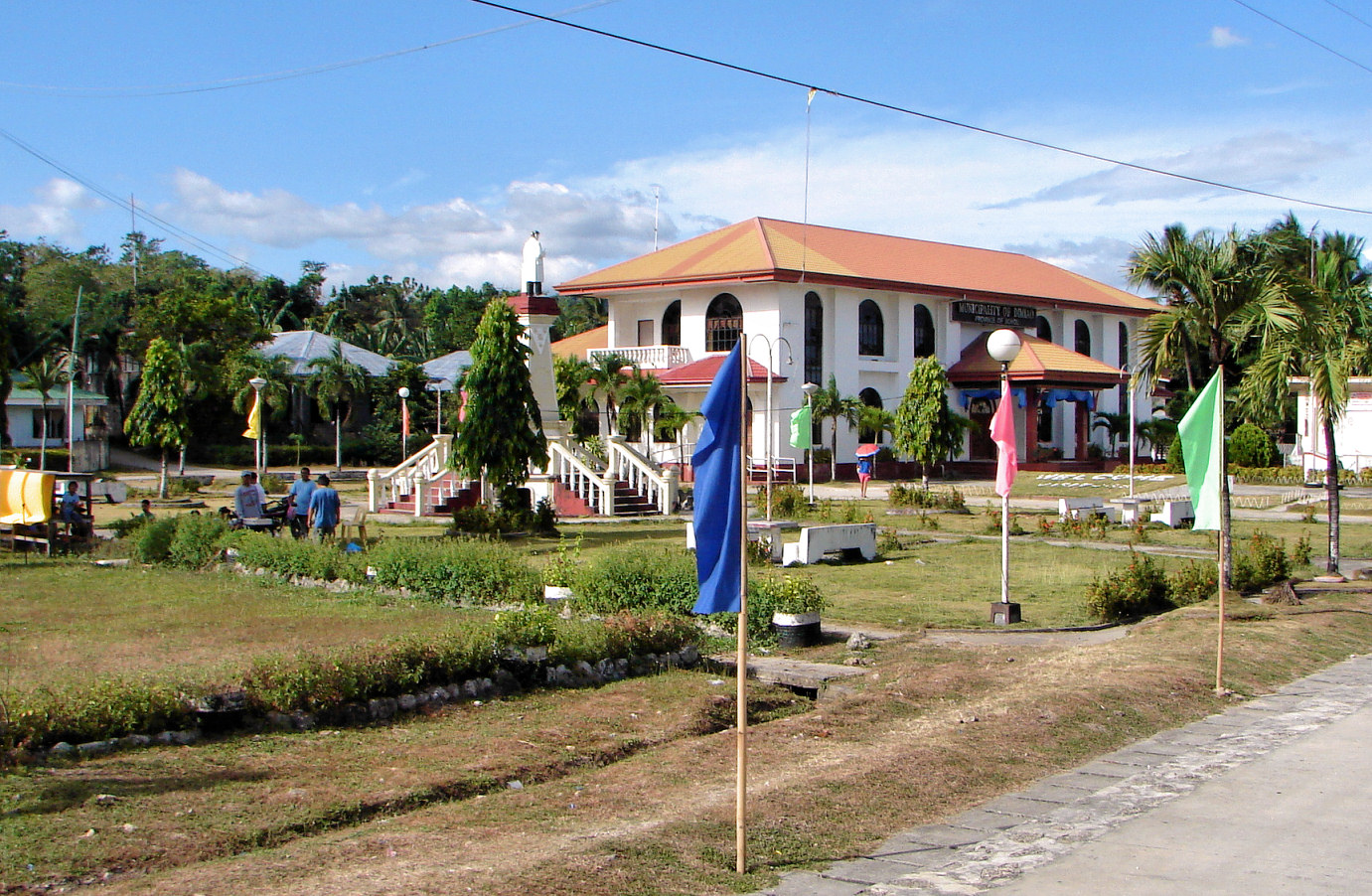
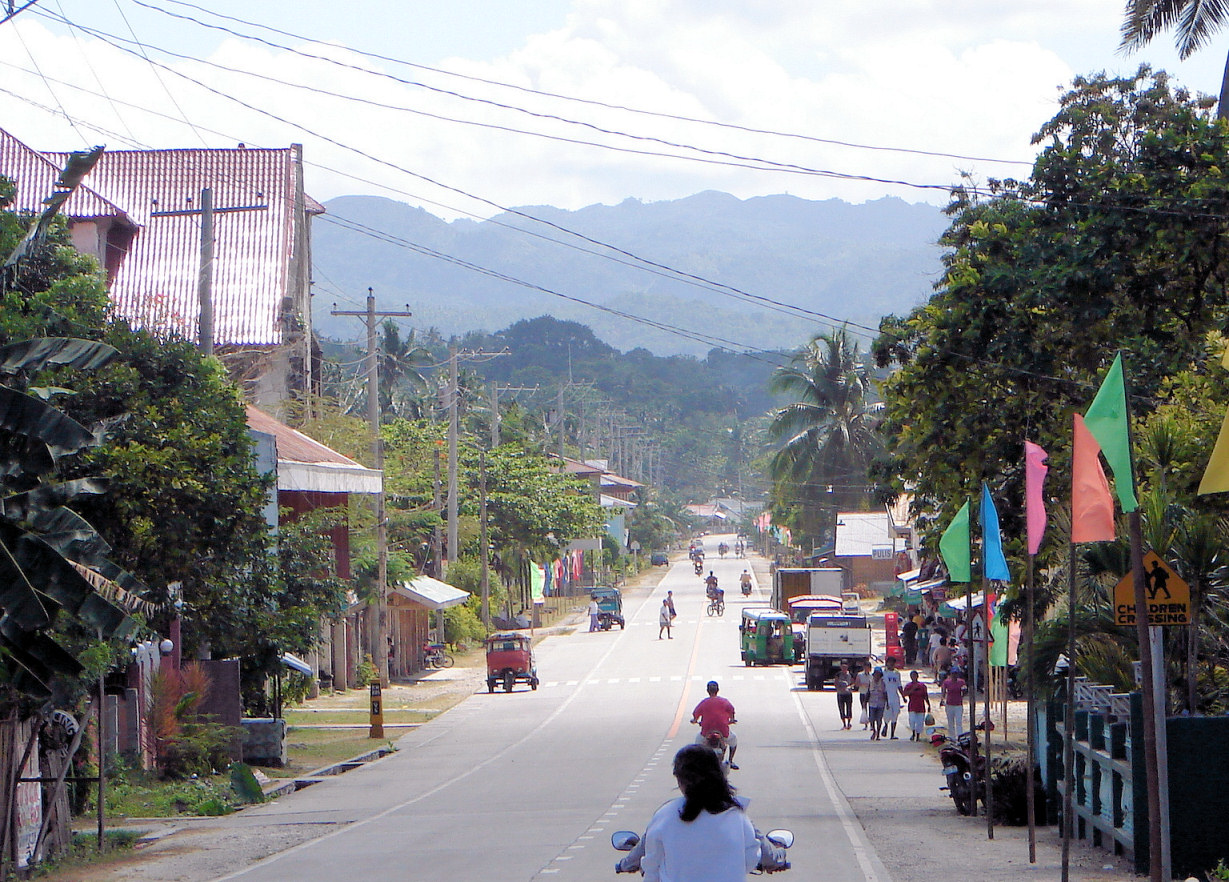

## Barangayer
Dimiao är indelat i 35 barangayer.